# IK Oskarshamn

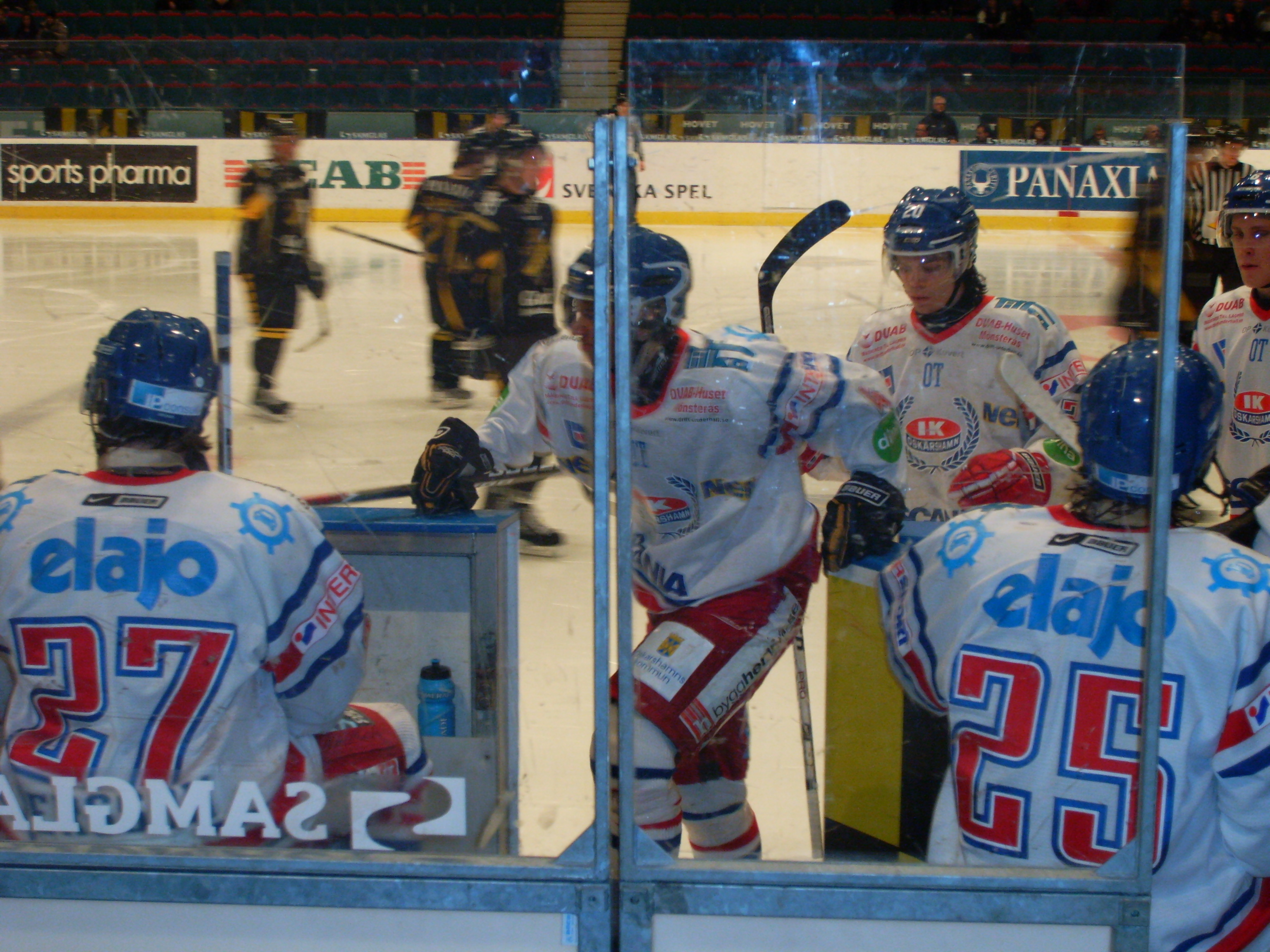
IK Oskarshamn.

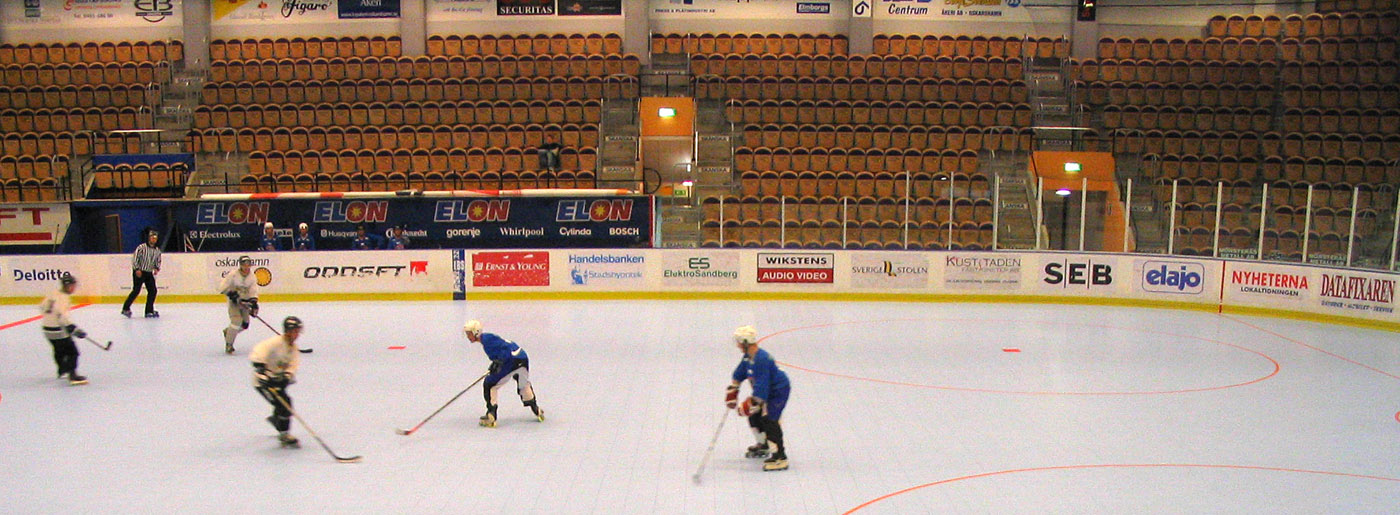
Arena Oskarshamn.

IK Oskarshamn es un club sueco de hockey sobre hielo, fundado en 1970. El equipo juega en el HockeyAllsvenskan que es una liga de hockey sobre hielo profesional de Suecia. El equipo juega sus partidos en el patinadero Arena Oskarshamn que tiene una capacidad de 3.275 espectadores.